# Troisième réforme de l’État belge

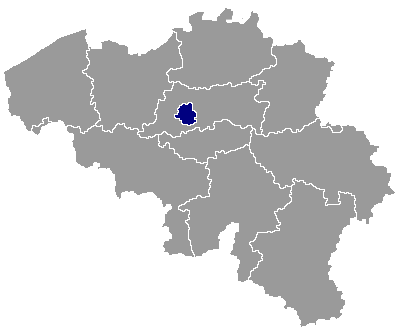
La troisième réforme de l’État permettra, entre autres, la création de la troisième région administrative du royaume : la région de Bruxelles-Capitale, bilingue, qui était jusqu'alors demeurée un nœud politique.

La troisième  réforme de l'État belgeest le troisième volet d'une série de réformes de l’État lancées en Belgique à la fin des années 1960, avec, pour toile de fond, la naissance du fédéralisme belge pour tenter d’apporter une solution aux tensions communautaires dans le Royaume, entrainant la fin de l'état-nation unitaire et la transition vers un état fédéral.
Ce troisième opus entre en vigueur entre l'année 1988 et 1990 lors du mandat du gouvernement Martens VIII.
Elle s'oriente principalement sur plusieurs axes : 
- Des mesures visant à endiguer la crise politique et sociale qui s'est créée autour des communes à facilités et avait entrainé la chute du gouvernement précédent.
- La création de la région de Bruxelles-Capitale et des institutions bruxelloises pour lesquelles un accord n'avait pas encore pu être trouvé lors de la précédente réforme de l’État.
- Le transfert de nouvelles compétences aux régions et aux communautés.
- La fixation des règles de financement des entités fédérées.

Le contenu de la troisième réforme de l'état oriente le système institutionnel de la Belgique vers celui d'un État fédéral, même si le terme ne sera consacré que lors de la réforme suivante en 1992.

## Contexte
Alors que la région flamande et la région wallonne sont en place depuis la loi spéciale du 8 août 1980, la deuxième réforme de l'État belge n'avait pas permis de créer les institutions de la région de Bruxelles-Capitale. De plus, des tensions entre néerlandophones et francophones autour de certaines communes à facilités avaient provoqué la chute du gouvernement Martens VII et la convocation des élections législatives et provinciales belges de 1987.
Le gouvernement Martens VIII est alors constitué le 9 mai 1988 au terme d'une crise politique qui est alors la plus longue qu'ait connue le pays et met à son programme la troisième réforme de l'état.

## Contenu

### Crise communautaire et politique
Une loi dite de « pacification communautaire » est votée le 9 août 1988 et prévoit un régime électoral spécial pour les habitants des communes à facilités linguistiques de Fourons (province de Limbourg et de Comines-Warneton (province de Hainaut) ainsi que des dispositions particulières concernant notamment la gestion de certaines communes à facilités et l'élection de leurs échevins.

### Communautés
La troisième réforme de l'État transfère la quasi-totalité des compétences en matière d'enseignement aux commutés, à l'exception de la fixation de l'obligation scolaire, des conditions minimales pour la délivrance des diplômes et du régime des pensions des enseignants. Cela accroit considérablement le budget de ces dernières. À cette occasion, l'Article 24 de la Constitution belge intègre les garanties de base contenues dans le pacte scolaire.
Elles reçoivent également une partie des compétences concernant la protection de la jeunesse. 
Les Communautés peuvent désormais conclure des traités internationaux.

### Fédéral
La cour d'arbitrage voit ses compétences étendues au contrôle des articles 10, 11 et 24 de la constitution belge. Les recours individuels devant la cour sont désormais possibles, ainsi que les recours des présidents des assemblées parlementaires, à la demande de deux tiers des membres de leur assemblée. On en profite pour permettre à la Cour de veiller à l'application des articles 10 et 11 (à l'époque 6 et 6 bis), soit l'égalité des Belges devant la loi, ce qui constitue un premier pas vers la protection des droits fondamentaux par la Cour.
La monarchie belge est réformée : les femmes pourront désormais monter sur le trône.

### Régions
Les régions reçoivent de nouvelles compétences de l'État belge, parmi celles-ci se trouvent :
- l'enseignement.
- la gestion des monuments
- les transports
- les travaux publics
- les secteurs dits « nationaux » (sidérurgie, construction et réparation navales, textile, charbonnages et industrie du verre creux d'emballage)

#### Région de Bruxelles-Capitale

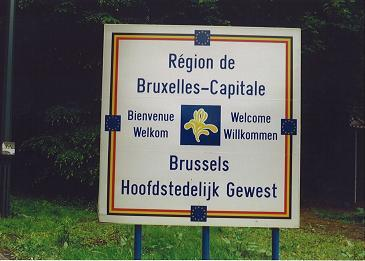
La troisième réforme de l’État permet de créer la région de Bruxelles-Capitale.

Cette réforme permet la création de la Région bruxelloise par loi spéciale du 12 janvier 1989. Cette nouvelle région n'adopte toutefois pas des décrets mais des ordonnances. La troisième réfomre met également en place les institutions de la région de Bruxelles-Capitale. Celles-ci comprennent : 
- Le parlement de la région de Bruxelles-Capitale : assemblée  élue au suffrage universel, dont les 75 membres sont répartis en deux groupes linguistiques (l'un français, l'autre néerlandais)
- Le gouvernement de la région de Bruxelles-Capitale : l'organe exécutif, composé de manière paritaire sur le plan linguistique.
- Trois « commissions communautaires » sont créées pour exercer des compétences communautaires sur le territoire de la région bruxelloise : 
  - la Commission communautaire française (COCOF)
  - la Commission communautaire flamande (VGC)
  - la Commission communautaire commune (COCOM)

Chaque commission est dotée d'une assemblée, composée des membres de l'assemblée régionale bruxelloise selon leur rôle linguistique, et d'un organe exécutif (dénommé collège ou collège réuni) composé des ministres et secrétaires d'État régionaux selon leur appartenance linguistique.
Par ailleurs, la Région de Bruxelles-Capitale est chargée d'exercer les compétences de l'Agglomération bruxelloise.

## Caractéristiques
La troisième réforme de l'État comprend trois révisions de la constitution belge (7 et 15 juillet 1988 et 20 juin 1989) et l'adoption de quatre lois spéciales, auxquelles s'ajoutent deux lois de juillet 1990 relatives à la communauté germanophone de Belgique :
- loi spéciale du 8 août 1988 modifiant la loi spéciale du 8 août 1980 de réformes institutionnelles[3]
- loi spéciale du 6 janvier 1989 sur la cour d'arbitrage
- loi spéciale du 12 janvier 1989 relative aux institutions bruxelloises[4]
- loi spéciale du 16 janvier 1989 relative au financement des communautés et des régions
- loi du 6 juillet 1990 réglant les modalités de l'élection du conseil de la communauté germanophone
- loi du 18 juillet 1990 modifiant la loi du 31 décembre 1983 de réformes institutionnelles pour la communauté germanophone

## Conséquences

### Enseignement et éducation
L’enseignement et l'éducation deviennent une compétence des communautés. Le poste de ministre national de l'éducation disparait dès 1988, après un premier dédoublement de ministre lors du Gouvernement Martens VII avec un ministre francophone (Antoine Duquesne) et un ministre néerlandophone (Daniël Coens). Philippe Moureaux devient chargé de la restructuration du ministère de l’éducation nationale. Il y a dès lors un ministre francophone de l'éducation, un ministre germanophone de l'éducation et un ministre flamand de l'éducation.

### Mobilité et transports

La société nationale des chemins de fer vicinaux (SNCV) fera la frais de la troisième réforme de l'État en étant dissoute en deux nouvelles entités régionales : De Lijn pour la région flamande et TEC pour la région wallonne.

La compétence de la mobilité et des transports est transférée de l'état aux régions, avec plusieurs conséquences.

#### Politique
Un ministre des transports est maintenu à l'échelon fédéral, mais trois ministres distincts sont créés en plus à l’échelon régional : 
- un ministre bruxellois de la Mobilité, des Travaux publics et de la Sécurité routière, (dès 1995), le premier étant Hervé Hasquin sous le Gouvernement Picqué II.
- un ministre flamand de la mobilité et des transports au gouvernement flamand, le premier étant Johan Sauwens sous le Gouvernement Geens IV.
- un ministre wallon de la mobilité et des transports au gouvernement wallon, le premier étant Amand Dalem sous le Gouvernement Anselme.

#### Routes nationales
La gestion des routes nationales passe sous la tutelle des régions et non plus du fédéral.

#### Transports en commun
La société nationale des chemins de fer vicinaux (SNCV) qui organisait jusqu'alors les transports publics de voyageurs par tramways et par autobus, cesse d'exister et est scindée en deux sociétés distinctes par la loi du 8 août 1988 : 
- De Lijn pour la région flamande
- TEC pour la région wallonne.
- La Société des transports intercommunaux de Bruxelles (STIB), quant à elle, existait déjà depuis 1954 et passa sous la tutelle de la région de Bruxelles-Capitale après la création de celle-ci en 1990.

### Révision constitutionnelle
Le huitième gouvernement de Wilfried Martens, une coalition pentapartite entre sociaux-chrétiens, socialistes et la Volksunie vote la cinquième série de révisions de la Constitution de la Belgique. Plusieurs articles sont révisés, parmi eux :
- L'article 24

### Travaux publics
La compétence des travaux publics est transférée de l'état aux régions. Le ministère des travaux publics cesse d’exister et la dernière ministre nationale est Paula D'Hondt-Van Opdenbosch jusqu'au 16 janvier 1989. Après quoi entrent en fonction deux ministres distincts pour cette fonction :
- un ministre des Travaux publics de la région flamande (nl) au gouvernement flamand, le premier étant Johan Sauwens.
- un ministre wallon des travaux publics et des équipements au gouvernement wallon, le premier étant André Baudson.

Différents ministères régionaux sont dès lors créées afin de gérer les travaux publics à cette échelle, comme le Ministère de l'équipement et des transports (MET) en région wallonne.